# Кремона
Кремона (итал. Cremona) град је у северној Италији. Град је средиште истоименог округа Кремона у оквиру италијанске покрајине Ломбардија.
Кремона је позната као важно место израде првокласних виолина. Познати израђивачи најбољих виолина на свету живели су овде - Страдивари, Амати и Гварнери.

## Географија
Кремона се налази 100 км југозападно од Милана. Град се развио на северној обали реке По, у средишњем делу Падске низије. Град се налази у равничарском крају, познатом по веома развијеној пољопривреди.
| Клима (Кремона)            | Клима (Кремона) | Клима (Кремона) | Клима (Кремона) | Клима (Кремона) | Клима (Кремона) | Клима (Кремона) | Клима (Кремона) | Клима (Кремона) | Клима (Кремона) | Клима (Кремона) | Клима (Кремона) | Клима (Кремона) | Клима (Кремона) |
| Показатељ \ Месец          | .Јан.           | .Феб.           | .Мар.           | .Апр.           | .Мај.           | .Јун.           | .Јул.           | .Авг.           | .Сеп.           | .Окт.           | .Нов.           | .Дец.           | .Год.           |
| -------------------------- | --------------- | --------------- | --------------- | --------------- | --------------- | --------------- | --------------- | --------------- | --------------- | --------------- | --------------- | --------------- | --------------- |
| Средњи максимум, °C (°F)   | 4,3 (39,7)      | 7,3 (45,1)      | 12,7 (54,9)     | 17,4 (63,3)     | 22,4 (72,3)     | 26,9 (80,4)     | 29,3 (84,7)     | 27,9 (82,2)     | 24,0 (75,2)     | 17,3 (63,1)     | 10,2 (50,4)     | 5,3 (41,5)      | 29,3 (84,7)     |
| Средњи минимум, °C (°F)    | −1,0 (30,2)     | 1,0 (33,8)      | 4,9 (40,8)      | 8,6 (47,5)      | 13,0 (55,4)     | 16,8 (62,2)     | 19,2 (66,6)     | 18,1 (64,6)     | 15,5 (59,9)     | 9,9 (49,8)      | 4,6 (40,3)      | 0,1 (32,2)      | −1 (30,2)       |
| Количина падавина, mm (in) | 64 (25,2)       | 51 (20,1)       | 61 (24)         | 61 (24)         | 68 (26,8)       | 60 (23,6)       | 46 (18,1)       | 64 (25,2)       | 53 (20,9)       | 91 (35,8)       | 86 (33,9)       | 55 (21,7)       | 760 (299,3)     |
| [ тражи се извор ]         |                 |                 |                 |                 |                 |                 |                 |                 |                 |                 |                 |                 |                 |

## Становништво
Према резултатима пописа становништва 2011. у општини је живело 69.589 становника.
| 1931.  | 1936.  | 1951.  | 1961.  | 1971.  | 1981.  | 1991.  | 2001.  | 2011.  |
| ------ | ------ | ------ | ------ | ------ | ------ | ------ | ------ | ------ |
| 62.447 | 64.019 | 68.636 | 73.902 | 82.094 | 80.929 | 74.113 | 70.887 | 69.589 |

Кремона данас има преко 70.000 становника, махом Италијана. Током протеклих деценија у град се доселило много досељеника из иностранства, највише са Балкана.

## Град виолина
Кремона је живописни средњовековни, који је на врхунцу славе био од 16. до 18. века због изванредних виолина које су у њему прављене. Андреа Амати, који је 1566. године направио виолину за француског краља, створио је тада облик савремене виолине. Њега су наследиле генерације мајстора из Кремоне, од којих су најпознатији били Страдивари и Гварнери. Виолине направљене током овог раздобља су и даље на цени. 
Надмоћ Кремоне у тим временима била је недостижна, али су модерни творци виолина морали да се прилагоде свету који се брзо мењао. Данас је главни такмац Далеки исток са јефтином израдом, али и слаијим квалитетом. И поред тога, Кремона је и даље главни град за израду виолина. У граду и данас постоји 120 радионица у којима се праве ови инструменти. Најбољи мајстори могу годишње да направе највише 15 виолина и морају да сачувају струготине сваког инструмента како би доказали његову аутентичност. Будући мајстори из целог света, нарочито из Азије и источне Европе, желе да баш у Кремони стекну Страдиваријеву вештину.

## Партнерски градови
- Alaquàs
- Краснојарск
- Adeje

## Галерија
- Кремона, главни градски трг
- Градска катедрала са крстионицом
- Градска кућа
- Торацо, торањ који је симбол града